# كنال+ ليغا
كانت كنال+ لا ليغا قناة تلفزيونية إسبانية مدفوعة ، مدرجة في منصة الدفع موفي ستار+ ، المملوكة لشركة تليفونيكا . القناة مخصصة حصريًا لبث مباريات الدوري الإسباني . وتبث هذه القناة جودة عالية الوضوح تسمى Canal + Liga HD.
أطلقت القناة في 29 أغسطس 2009 ، لمنافسة شبكة جول تلفيزيون وكانت تبث المباريات الدولية مناصفة مع كنال+ لا ليغا . توقفت القناة في 22 أغسطس 2016 ، بعد أن حصلت Mediapro على حقوق البث التلفزيوني للمواسم الثلاثة التالية في الدوري الإسباني وأطلقت قناة بي إن سبورتس بي إن ليغا بالتعاون مع قناة الجزيرة .

## تاريخ
في يوليو 2009 ، ظهرت مفاوضات مع شركة Mediapro ، والتي ستطلق قناة TDT Premium بتكلفة 18 يورو شهريًا تسمى جول تيليفيزيون ، وستبث الدوري الاسباني والدوري الاسباني الدرجة الثانية ومسابقات كرة القدم الدولية ودوري أبطال أوروبا . في ضوء ذلك ، اشترت كنال+ حقوق مسابقات كرة القدم الدولية الأخرى وأنشأت Canal + Liga. سعر الاشتراك هو 15 يورو شهريًا ، مما أجبر المنافسة على خفض أسعارها.
البرنامج الأول الذي بثته قناة Canal + Liga كان El Día del fútbol (بالعربية: يوم مباراة كرة القدم). كانت المباراة الأولى التي تم بثها هي الجولة الأولى من الليغا الثانية ، المباراة بين ريال يونيون وريكريانيفو .
في عام 2010 ، أعادت قنال+ تنظيم برامج قنواتها ، تاركة كرة القدم الإسبانية والدوري الأوروبي حصريًا كمحتوى فريد للقناة ، تاركة كرة القدم الدولية للقنوات الشقيقة مثل كنال+ فوتبول وSportmanía وMultideporte ( كنال + Eventos سابقًا) ، تم إنشاؤها في سبتمبر 2010 بقصد بث كل ما تبقى من قنوات رقمية + أخرى.
توقفت القناة عن البث في 22 أغسطس 2016. ألغت موفي ستار الاسم التجاري كنال+ في وقت سابق من ذلك الشهر. انتقلت حقوق البث التلفزيوني إلى بي ان سبورت (إسبانيا) التي أطلقت بي إن لاليغا.

## محتويات
هذه الحقوق المنقولة على القناة:
| مسابقة          | اعواد الكبريت </br> في يوم المباراة |
| --------------- | ----------------------------------- |
| الدوري الاسباني | 8/10                                |
| كأس الملك       | 14/16 (R32) ، 6/8 (R16) ، 2/4 (QF)  |

## كنال + ليجا 2
كانت قناة تلفزيونية إسبانية خاصة ضمن باقة قنوات موفي ستار+ ، التي تملكها شركة تليفونيكا . كانت القناة مخصصة حصريًا لكرة القدم ، ولا سيما دوري الدرجة الثانية . تحتوي هذه القناة أيضًا على إشارة عالية الوضوح تسمى Canal + Liga 2 HD. تبث هذه القناة جميع مباريات الدوري الاسباني الدرجة الثانية حصريا حتى 2015-2016.

## أنظر أيضا
- قنال+
- كنال+ فوتبول
- كنال+ ديبورتيس